# Gisslan
För andra betydelser, se Gisslan (olika betydelser).

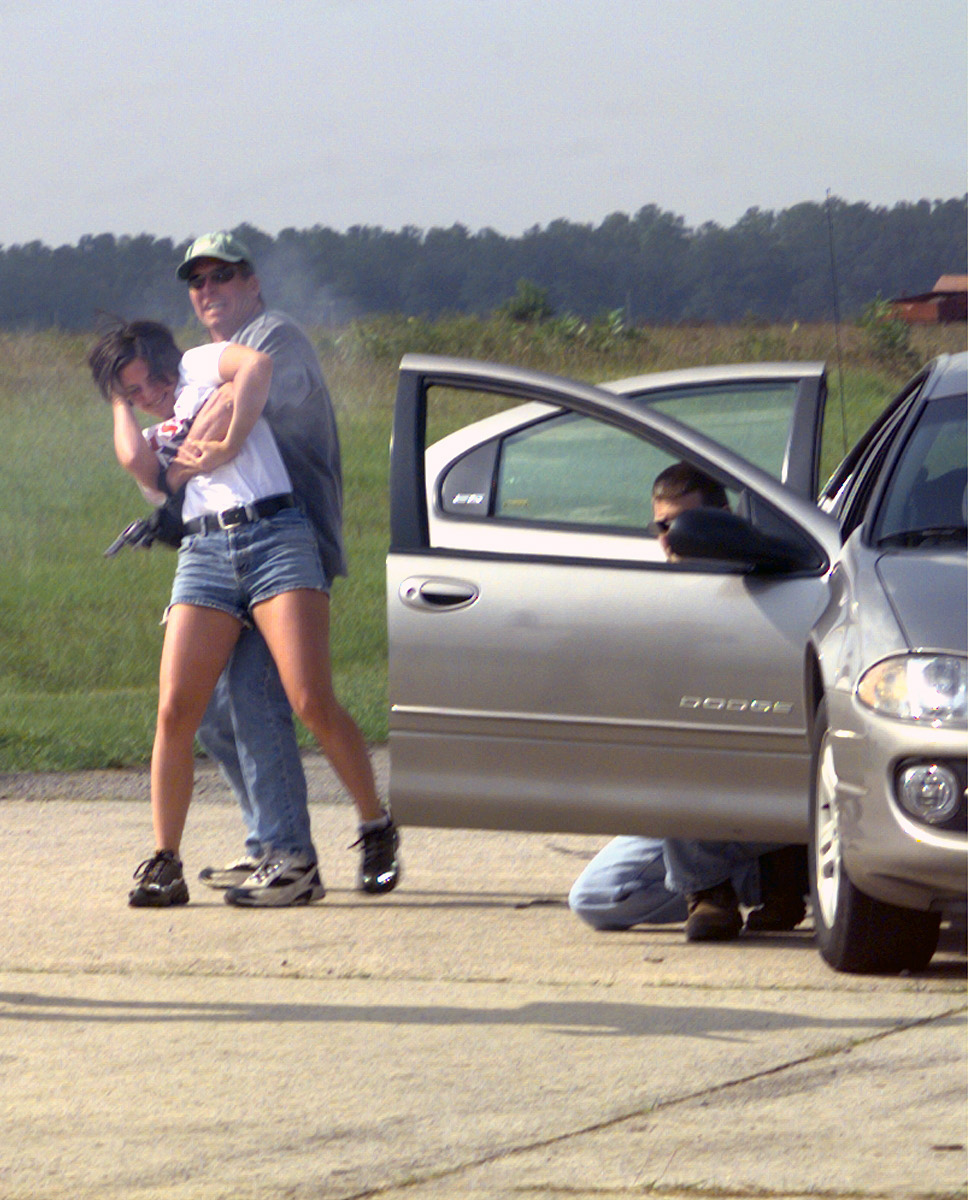
Gisslantagande i en polisövning i USA.

Gisslan är en eller flera personer som tas (ofta med våld) av ena parten i ett krig eller av en väpnad grupp och hålls som säkerhet eller i utpressningssyfte för att vissa krav skall uppfyllas.

## Historia
Gisslan förekom redan i antiken som säkerhet för ingångna fördrag. Sådan gisslan behandlades väl och umgicks i de bästa familjer; de rymde inte eftersom det skulle ha varit ett fördragsbrott. Traditionen fortsatte i de äldsta germanrikena.
I Genèvekonventionen 1949 förbjuds tagande av gisslan under krig eller annan väpnad konflikt. Sedan 1960-talet har terrorister ofta begagnat sig av gisslan (bland annat vid flygkapningar) för att genomdriva sina politiska eller ekonomiska krav.

## Gisslan i Sverige
I det fornsvenska lagspråket förekom ordet gisslan särskilt med avseende på den säkerhet, som borde beredas en nyvald kung, för att han inte skulle ofredas på sin eriksgata. Han stod nämligen stor risk, om han drog in i ett landskap utan att ha erhållit gisslan (ugislat). Landskapsmenigheten var å andra sidan skyldig att möta kungen vid gränsen med den gisslan, som skulle ställas. Till gisslan utsågs på landskapstinget vissa män, vilka följde konungen till nästa landskapsgräns. Ragnvald Knaphövde sades ha fått betala med sitt liv för att han med följe trätt in i Västergötland utan att växla gisslan omkring 1130.
Ett av de mest kända gisslantagandena i Sverige är Norrmalmstorgsdramat 1973, som gett namn åt begreppet stockholmssyndromet.
Enligt svensk lag faller gisslantagande under brottet människorov.